# Cembrafyr
Cembrafyr (Pinus cembra), også skrevet Cembra-Fyr, er et middelstort, stedsegrønt nåletræ med en slank, ægformet vækst. Nålene sidder fem i bundtet, og koglerne er ægformede med store frø, som er spiselige. Træet er hårdført og bliver plantet som prydplante i større haver og parker. Det vokser meget langsomt i ungdommen, men bliver til gengæld op mod 1000 år gammelt. Træet angribes af uldlus, og det bides kraftigt af vildtet.

## Beskrivelse
Cembrafyr er et middelstort, stedsegrønt nåletræ med en slank, ægformet vækst. Meget gamle træer får stærkt vredne hovedgrene og en uregelmæssigt og åben krone. Barken er først grønbrun med tæt, brun behåring. Senere bliver den ru og mørkegrå. Meget gamle stammer kan få rødbrun bark med flade furer mellem sortagtige skæl.
Nålene sidder fem og fem i bundter, hvor de sidder tæt og fremadrettet på skuddet. Farven kan være lys helt over i det blålige, men normalt er den blankt grågrøn. Kogler ses først efter mange (30-50) år. De er ægformede og 8 x 5 cm, i begyndelsen violette, men ved modningen bliver de brune. Frøene ("Zirbelnuss") er spiselige, men de modner ikke i Danmark.
Rodnettet er kraftigt og når både langt ud og dybt ned.
Højde x bredde og årlig tilvækst: 15 x 5 m (15 x 10 cm/år).

## Hjemsted
Cembrafyr vokser dels i det nordlige Rusland og Sibirien og i Europas bjerge fra Vestalperne til Karpaterne. Arten optræder i Sydalperne som skovgrænsetræ i højder der ligger mellem 2.300 og 2.400 m.
I Sydtirol findes i plantesamfundet Larici-Pinetum cembrae sammen med blandt andet blåbær, ene (varianten Juniperus communis var. saxatilis ("Alpe-Ene")), fjerbregne, alm. gyldenris, linnæa, alm. mangeløv, alm. røn, ene, alperøn, alpeskovranke, alpestjerne, bjergfyr, blåfrugtet gedeblad, buksbommælkeurt, europæisk lærk, fjeldviol, glat hovblad, grønel, hedelyng, håret alperose, rustbladet alperose, rødgran, tyttebær og vårlyng.
| Portal | Portal:Botanik |

## Note
1. ↑  www.provincia.bz.it: Cesare Lasen og Thomas Wilhalm: Natura 2000 Lebensräume in Südtirol (tysk)